# Louvain-la-Neuve
Louvain-la-Neuve es una ciudad planificada en la provincia del Brabante Valón de Valonia en Bélgica, a unos 30 kilómetros al sureste de Bruselas. Forma parte del municipio de Ottignies-Louvain-la-Neuve.  
Debe su creación a la crisis lingüística de Lovaina, una disputa que sacudió al país durante los años sesenta y que provocó la escisión de la Universidad Católica de Lovaina (UCLouvain). Una vez impuesta la voluntad de la comunidad flamenca de Lovaina de que los profesores y estudiantes francófonos abandonaran esta ciudad, el poder político tomó la decisión de crear una nueva ciudad que alojara a la sección francófona de la universidad. Por tanto, hablar de Louvain-la-Neuve es en cierta medida hablar de la Universidad Católica de Lovaina y de los proyectos que se llevan a cabo al abrigo de esta institución.

## L`Université catholique de Louvain (UCLouvain)
La Université catholique de Louvain (Universidad Católica de Lovaina), también conocida como UCLouvain o UCL, es una universidad belga francófona que tiene diferentes campus en seis ciudades belgas. Tras la escisión de la Universidad católica de Lovaina en dos entidades jurídicamente independientes (1968), la universidad francófona se estableció en su mayor parte en la ciudad de Louvain-la-Neuve (Provincia del Brabante Valón) a partir de 1970 y en Woluwe-Saint-Lambert para las facultades de Medicina, Farmacia, Odontología y Ciencias Biomédicas. Por su parte, la universidad neerlandófona permaneció en Lovaina (en neerlandés: Leuven; en francés: Louvain), bajo el nombre de Katholieke Universiteit Leuven (KU Leuven). 
La universidad está financiada por la Comunidad francesa de Bélgica y otorga títulos reconocidos por esta. La Facultad de Teología otorga títulos canónicos, que están reconocidos por la Iglesia Católica. La universidad tiene más o menos 27 261 estudiantes de 127 nacionalidades en todos sus diferentes campus. Ha educado a grandes personalidades belgas (Vincent Blondel, por ejemplo) y se considera, junto a su homóloga neerlandesa, como centro de la excelencia en muchos campos.
En 2013, la UCLouvain figura entre los puestos 101 y el 150 en la clasificación académica de las universidades mundiales que realiza la Universidad Jiao Tong de Shanghái. En 2012, el QS World University Rankings le asigna el puesto 127 mundial en su clasificación de las universidades. También se clasificó en el puesto 25 de las universidades de más de 400 años. En 2016, fue clasificada en el puesto 82 de las universidades europeas por Times Higher Education World University Rankings y en el 128 mundial por la misma clasificación. En 2017, obtiene el puesto 153 en el QS World University Rankings.

## La crisis lingüística y el nacimiento de Louvain-la-Neuve
La Universidad de Lovaina se fundó en 1425 en la región flamenca de Brabante. Al principio, esta universidad acogió a los estudiantes francófonos y flamencos. Durante el siglo 20, la ciudad de Lovaina y su universidad fueron testigos de conflictos lingüísticos importantes. Tras el trazado de la frontera lingüística en 1963, la presencia de los estudiantes y de los profesores francófonos es rechazada cada vez más por parte de la población flamenca. Esta frontera lingüística consagra el reparto territorial entre Flandes y Valonia en función de la realidad lingüística de las comunas.
En 1968, las manifestaciones contra la presencia de los francófonos en la ciudad se multiplicaron y se oyó a los manifestantes entonar el lema “Walen buiten!” (“¡Valones fuera!”). Las motivaciones para echar a los estudiantes y a los profesores francófonos no sólo eran ideológicas, sino también de conveniencia:  en efecto, la democratización de la educación universitaria y la multitud de estudiantes hacían difícil la convivencia en la ciudad.
Ante estas manifestaciones de orden comunitario y ante el aumento de la población estudiantil, las secciones francófonas y flamencas decidieron separarse. Justo después de las elecciones gubernamentales provocadas por esta disputa, el poder organizador de la universidad aprobó un nuevo plan de expansión para los francófonos y las facultades francófonas de la universidad se mudaron al Brabante Valón.
En 1970, la ley del 24 de mayo estableció dos universidades distintas: la Katholieke Universiteit Leuven (KU Leuven) y la Université catholique de Louvain.

### Nacimiento de Louvain-la-Neuve
Después de la escisión entre la KU Leuven y la UCLouvain, las facultades francófonas buscaron un nuevo lugar para acoger a sus estudiantes. Tras muchas dudas, fue el municipio de Ottignies el que aceptó recibir a los estudiantes y sus profesores en sus tierras en el Brabante Valón. La universidad se ubicó en la llanura de Lauzelle, que era un área de campos y bosques.
El 2 de febrero de 1971, el rey Balduino I colocó la primera piedra de Lovaina la Nueva. Este acto fundacional resultó ser un acontecimiento histórico porque la creación de la última ciudad belga databa de 1666 y era la ciudad de Charleroi.
La universidad abrió sus puertas el 20 de octubre de 1972 y se impartió la primera clase en el auditorio Sainte-Barbe. Para celebrarlo, un grupo de estudiantes decidió tomar una piedra de la plaza del Oude Markt de Lovaina y la colocaron en el centro de la plaza Sainte-Barbe. La piedra sigue presente hoy en día y es la única piedra negra de dicha plaza. 
El 1 de enero de 1977, nació el nuevo municipio de Ottignies-Louvain-la-Neuve. Este nuevo municipio comprende los antiguos municipios de Céroux-Mousty, de Ottignies y de Limelette, Louvain-la-Neuve recibe el título de ciudad en 1980 y es la última ciudad nueva de Bélgica. Desde los años 1970 la ciudad está en continuo desarrollo.

## El diseño de una ciudad universitaria

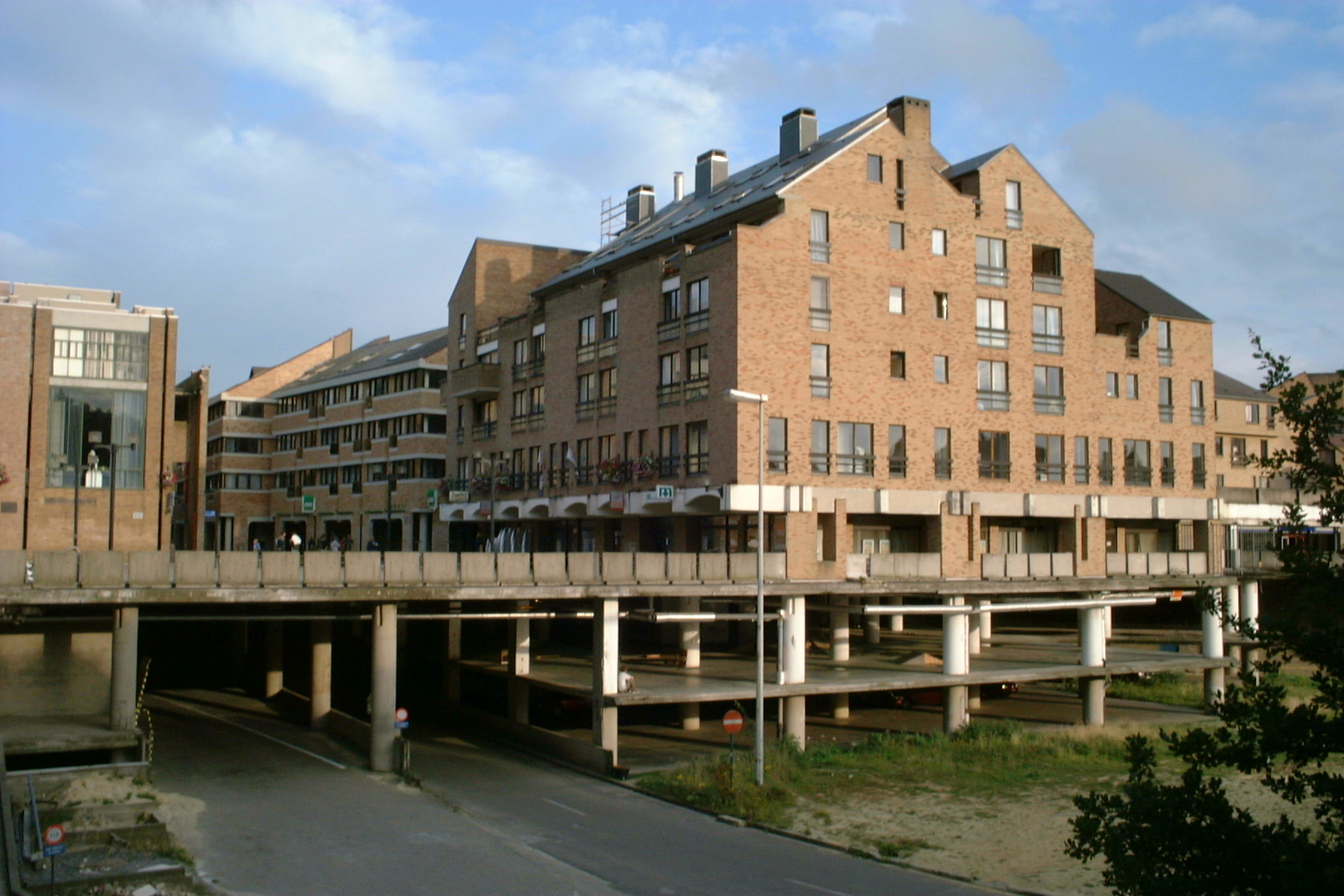
construcción en varios planos.

La nueva ciudad se construyó en la comuna de Ottignies, en la actual provincia del Brabante Valón, a unos 30 km de Bruselas. Eligieron una vasta llanura junto al bosque de Lauzelle, expuesta a los vientos, con dos o tres granjas y un pequeño caserío en la Baraque. El sitio estaba prácticamente cubierto por cultivos de remolacha. Del terreno inicial se conservaron las granjas ya existentes, pero algunas cambiaron de actividad. La granja de Lauzelle está todavía en explotación mientras que la granja du Blocry se ha convertido en lugar de espectáculos y la Ferme du Biéreau ha sido renovada para convertirse en un polo cultural y musical.
La realización del proyecto de construcción y la coordinación arquitectónica de la nueva ciudad fueron asignados por la UCLouvain al grupo “Urbanisme-Architecture” dirigido por Raymond M. Lemaire, Jean-Pierre Blondel y Pierre Laconte. Este proyecto de construcción fue aceptado por la UCLouvain en octubre de 1970. Con la ayuda del Estado, la UCLouvain compró 900 hectáreas y el 2 de febrero de 1971 el rey Balduino colocó la primera piedra de Lovaina-la-Nueva. 
Los nuevos habitantes se instalaron a partir de 1972 y en ese entonces el número de personas que frecuentaban Lovaina-la-Nueva era muy reducido. En 1973, únicamente 676 personas vivían en el lugar y durante la jornada, reunidos con algunos estudiantes y empleados de la Universidad, formaban una pequeña comunidad de 1500 miembros. En 1981 los habitantes de la ciudad eran ya a 10 477 y esta cifra ha ido en continuo aumento.

### Urbanismo

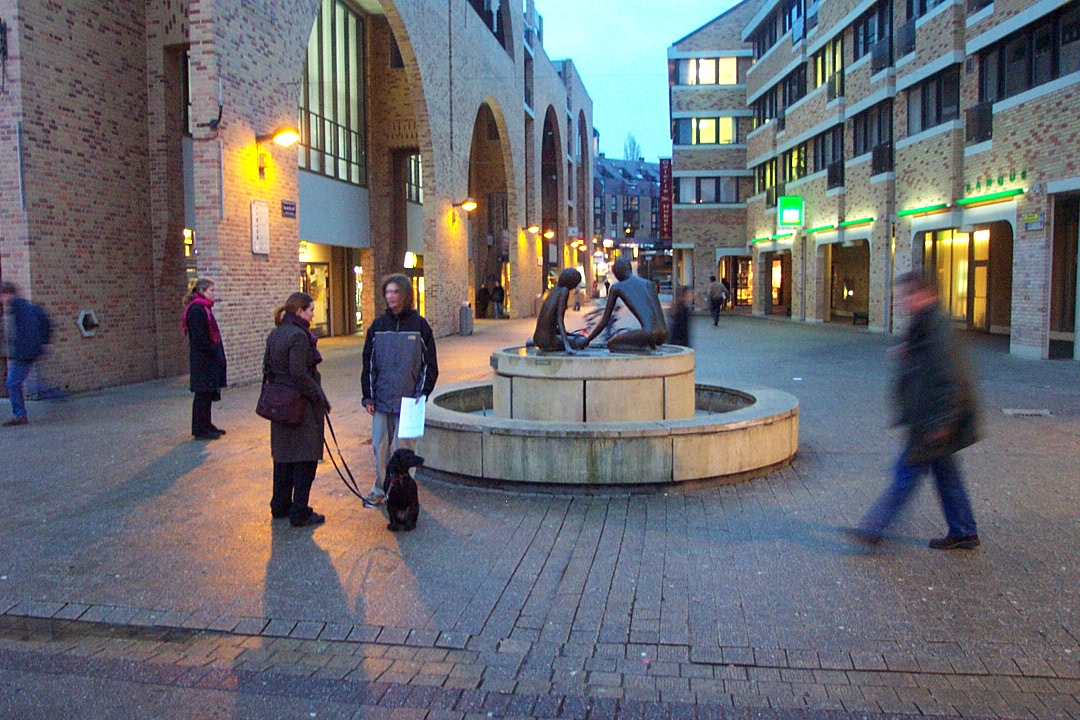
Plaza de la Universidad en 2002.

Lovaina la Nueva ha sido creada por la Universidad y para la Universidad. Es la Universidad, por tanto, la que determina las líneas que guían la construcción de la ciudad: ésta no quiere ser un típico campus cerrado donde sólo se encuentren los estudiantes con sus profesores. Al contrario se quería que todas las categorías socio-profesionales estuviesen presentes: la mezcla y la diversidad debían ser máximas. La dimensión humana de la ciudad debía ocupar el centro. No querían construir gigantescos monumentos y grandes avenidas; pensaban en una ciudad de tamaño humano: ser peatonal mientras los automóviles circulan subterráneamente. La propuesta de hacer calles estrechas y peatonales primero fue rechazado por la administración. Sin embargo, los miembros de “Urbanisme-Architecture” lucharon para realizarlo a pesar de todo. Lo mismo pasó en relación con el mantenimiento de espacios vegetales y el ministro de las obras públicas tuvo que intervenir. Una ciudad igual a Lovaina con los edificios de los estudiantes integrados a ella, una ciudad moderna pero inspirada en las ciudades medievales, con distancias a marcha de pie, rodeada de campo y al lado del bosque. Y eligen un nombre simbólico: Louvain-la-Neuve.
El centro urbano se construye sobre una gigantesca baldosa de hormigón que soporta a los edificios y calles peatonales mientras que debajo se encuentran las avenidas para automóviles y los estacionamientos. El centro de la ciudad es enteramente peatonal.
Alrededor de este centro urbano se articulan los barrios: Biéreau, Lauzelle, L'Hocaille y Bruyères y un quinto, no previsto por las autoridades universitarias: la Baraque, que se origina en el primitivo caserío donde algunos habitantes rechazaron la programación urbana de la UCLouvain.
Los primeros edificios universitarios se situaron en el barrio del Biéreau, cerca de la “Place des Sciences”, mientras empezaron a construir los alojamientos para los estudiantes en el barrio de l’Hocaille, del otro lado de la ciudad. Entonces, se creó un eje entre estos dos barrios donde se siguieron añadiendo otros edificios a lo largo de los años. En 1976 se construyó la Grand Place y a su lado los edificios de la Facultad de Ciencias Políticas y Económicas y la Facultad de Filosofía y Letras. La decisión de implantar las ciencias humanas en este lugar era intencional a fin de reforzar el centro urbano en la vida estudiantil. Los edificios universitarios están dispersos dentro de la ciudad con el fin de disminuir la presencia de la Universidad y de favorecer los encuentros, así como un sentimiento de vida colectiva. Sin embargo, la mezcla de una ciudad residencial y comercial con una ciudad universitaria no está generalizada por todas partes, ya que en Lovaina-la-Nueva existen ambientes muy diversos. Por esa razón las plazas Montesquieu y Cardinal Mercier, por ejemplo, están apartadas.
La estación de trenes subterránea está dedicada al pintor surrealista Paul Delvaux nombrado jefe de estación honorario, varias reproducciones de sus obras con temas ferroviarios cubren los muros y acogen a los viajeros. 
Lovaina-la-Nueva es hoy una ciudad en plena expansión que no cesa de extenderse de un proyecto urbanístico a otro, no siempre ajeno a las críticas de sus habitantes: próxima a Bruselas, a los ejes ruteros principales y unida por el ferrocarril a todas las ciudades europeas.

## Geografía, límites de la ciudad y clima

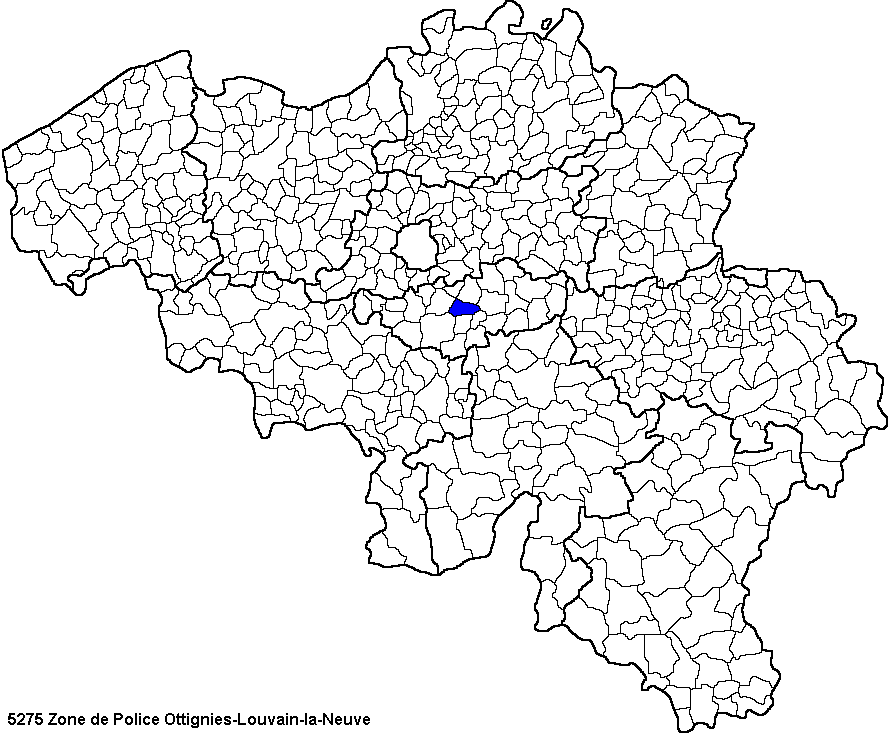

La ciudad de Louvain-la-Neuve (Lovaina La Nueva) se ubica en la provincia del Brabante Valón y tiene una superficie de 3397 hectáreas. Louvain-la-Neuve está a 50°40′ de latitud Norte y a 4°30′ de longitud Este y su altitud máxima alcanza los 150 metros sobre el nivel del mar. Los municipios que rodean la ciudad son Chaumont-Gistoux, Court-St-Etienne, Genappe, Lasne, Mont-St-Guibert, Rixensart, Wavre.
Cabe señalar que el municipio de Ottignies-Louvain-la-Neuve forma parte del distrito de Nivelles y que tiene un acceso relativamente fácil a las otras grandes ciudades gracias a su red ferroviaria. De hecho, Lovaina la Nueva se sitúa a 30 kilómetros de Bruselas, a 8 kilómetros de Wavre, a 30 kilómetros de Nivelles, a 38 kilómetros de Namur, a 29 kilómetros de Lovaina, a 42 kilómetros de Charleroi, a 63 kilómetros de Mons y a 194 kilómetros de Luxemburgo.
En cuanto a sus características medioambientales, la ciudad está atravesada por varias corrientes de agua: el Dyle y sus afluentes, el Stimont, el Ry Pinchart, el Ry Angon, la Malaise y el Blanc-Ry. Además, tiene algunas zonas boscosas como el bosque de Lauzelle, donde se encuentra varios tipos de árboles caducifolios, el bosque de Florival o también la “Promenade de la Nuit de Mai”. Encontramos también varios lagos como el más famoso de la ciudad: el lago de Lovaina La Nueva y su paseo “La rêverie du pêcheur”. Por tanto, en términos de vegetación, estamos en presencia de un ámbito natural marcado por los bosques, los lagos y terrenos agrícolas.
El clima de Louvain-la-Neuve es un clima oceánico cálido y templado. No obstante, en la ciudad se producen precipitaciones en cualquier época del año. La temperatura media anual de Lovaina La Nueva es de 9.8 °C y cada año se producen unas precipitaciones de 822 mm.

## El campus de la UCLouvain en Louvain-la-Neuve
Actualmente Louvain-la-Neuve (Lovaina-la-Nueva) es una ciudad en plena expansión que continúa extendiéndose en constantes proyectos de urbanización. La ciudad está construida sobre una gigantesca losa de hormigón que soporta tanto los edificios como las  calles peatonales. Mientras que todo el nivel por debajo de la losa está reservado para estacionamientos y carreteras.

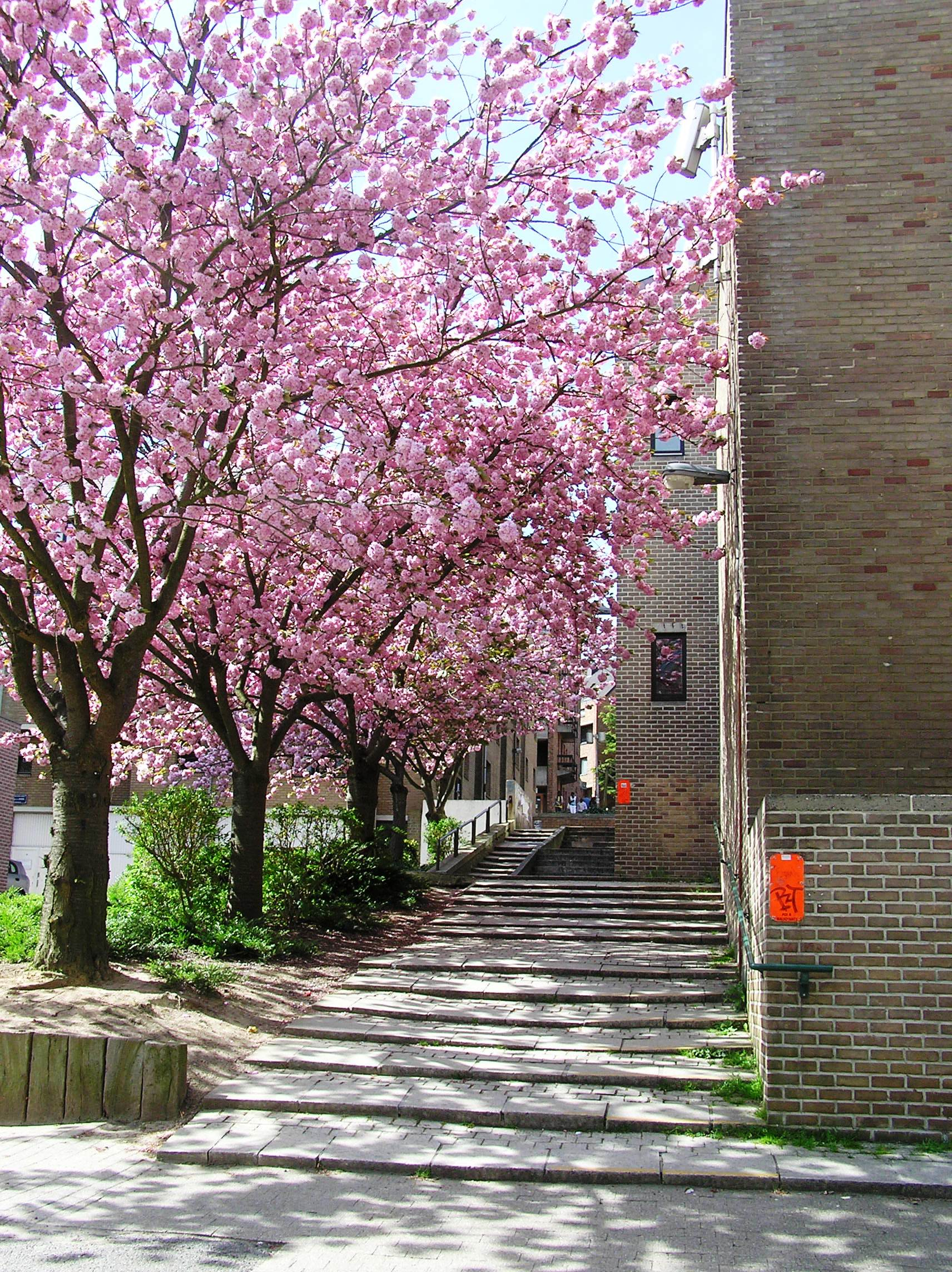
Escaleras de l'Hocaille

#### El campus: barrios, plazas y calles
La ciudad tiene cinco barrios principales ubicados en torno al centro urbano: Biéreau, Lauzelle, l'Hocaille, Blocry y Bruyères. Además, se ha desarrollado un quinto barrio, no planificado por las autoridades universitarias: el barrio de Baraque. El barrio alternativo Baraque es llamado "Autónomo". Inicialmente se planea demoler porque esta aldea estaba en el sitio de la universidad. Pero los habitantes de la aldea se rebelaron y se negaron a ser expropiados. Actualmente esta área se considera “un área de hábitat experimental”. Desarrollaron la vida en comunidad y especialmente las primeras viviendas fueron las “roulottes”.
En el centro de esta ciudad hay muchos entretenimientos de todo tipo. Los auditorios académicos más conocidos en el centro incluyen: Socrate, More, Montesquieu, Erasme, Agora, Leclercq. Igualmente, en l’Hocaille se sitúan los auditorios universitarios Coubertin y el centro deportivo Blocry. La UCLouvain dedicó su Facultad de Fisioterapia precisamente a Pierre de Coubertin. En el barrio de Biéreau, se encuentran las facultades científicas como, por ejemplo, los auditorios de ciencias, Lavoisier, Mercator, Pitágoras, Marie Curie, etc. En cuanto a las calles, se distinguen las principales, por un lado, la rue Charlemagne, donde se encuentran numerosas tiendas, y por otro parte, la Grand Rue, donde se encuentran múltiples restaurantes y bares.
Los temas elegidos para nombrar las calles están vinculados a personalidades o lugares históricos. Nos encontramos, por ejemplo, en la zona baja Biéreau una serie de calles con nombres que se refieren a lugares de Bélgica (Plaza de Brabançons, calle de Liège, Plaza des Wallons, rampa des Ardennes). En el barrio de Bruyères, muchas calles recuerdan a varios artistas belgas (por ejemplo René Magritte, Constantin Meunier, Marcel Thiry, Jean Froissart) mientras que otros evocan herramientas de artistas (Avenue de la Palette, Avenue du Ciseau, Place de l'Équerre). En Lauzelle, una parte del barrio ha nombrado sus calles con referencias a la historia de la religión (Calle de Neufmoustier, Calle de Val Saint-Lambert, Plaza Maredsous). 

#### Personalidades francófonas recordadas en calles y plazas
El sitio fue concebido como una ciudad real y no solo como un campus universitario. En Louvain-la-Neuve (Lovaina-la-Nueva), el patrimonio valón es honrado a través de los nombres de las calles del campus universitario. La nueva ciudad es, por lo tanto, un lugar de memoria de Valonia. Por los nombres de sus calles, la ciudad rinde homenaje a la tierra y a los hombres de Valonia. Por su propia existencia, Lovaina-la-Nueva demuestra la capacidad de una región que enfrenta los desafíos del futuro después de los eventos de Walen Buiten. Este evento marcó la historia de Bélgica cuando los estudiantes de la universidad de Lovaina fueron expulsados. Gracias a este evento trágico para los valones, Lovaina-la Nueva fue construida.

## Comunicaciones y accesos
Lovaina-la-Nueva es una ciudad peatonal. Es muy difícil entrar en la ciudad de otro modo que no sea a pie o en bicicleta. Este sistema permite circular en el centro urbano con mucha seguridad y facilidad. Para atravesar la ciudad no se necesitan más de 20 minutos a pie; hay disponibles varios estacionamientos para aparcar los vehículos en los accesos a la propia ciudad. Los barrios residenciales son zonas azules indicadas por una señal; en estas zonas se debe poner el disco de aparcamiento que permite estacionarse durante 2 horas. Otros aparcamientos gratuitos son los que se sitúan en la periferia de la ciudad, a 15 minutos del centro. Hay 3 grandes estacionamientos: Parking Lauzelle, en el Boulevard de Louvain-la-Neuve ; Parking Rédimé, en el Avenue Georges Lemaître; y parking Baudouin, en la Avenue Baudouin 1.er. Además, hay algunos estacionamientos UCLouvain reservados a los estudiantes y a los profesores de la Universidad católica de Lovaina (UCLouvain).  Al lado de estos estacionamientos, se encuentran también 6000 espacios de estacionamientos privados o subterráneos que tienen un costo, si se utilizan durante más de 15 minutos.
Hay muchas maneras diferentes de llegar a la ciudad, bien sea en coche, en bus, en taxi, en bicicleta o en tren. No obstante, hay que prestar atención y saber diferenciar Lovaina (Leuven, en holandés) de Lovaina-la-Nueva (Louvain-la-neuve, en francés), dado que no son la misma ciudad, para no equivocarse de camino.
Para llegar en coche, se puede conducir por la carretera E411 Bruxelles-Namur y tomar la salida 8a Louvain-la-Neuve si se viene de Bruselas o la salida 9 si se viene de Namur. Tras la salida, se llega  a una rotonda donde hay señales que indican la dirección para Lovaina-la-Nueva.
Para llegar en bus, hay una veintena de líneas de bus en dirección a Lovaina-la-Nueva y Ottignies y a partir de allí hacia toda la región de Brabante y Bruselas. Todos los buses salen y llegan a la Gare d’autobus TEC que se sitúa cerca de la Place Rabelais y del parking Leclerq.
Para llegar en taxi, se debe saber que no hay estacionamientos permanentes de taxis, dado que la ciudad es totalmente peatonal. No obstante, se puede llegar hasta el área periférica de la ciudad.

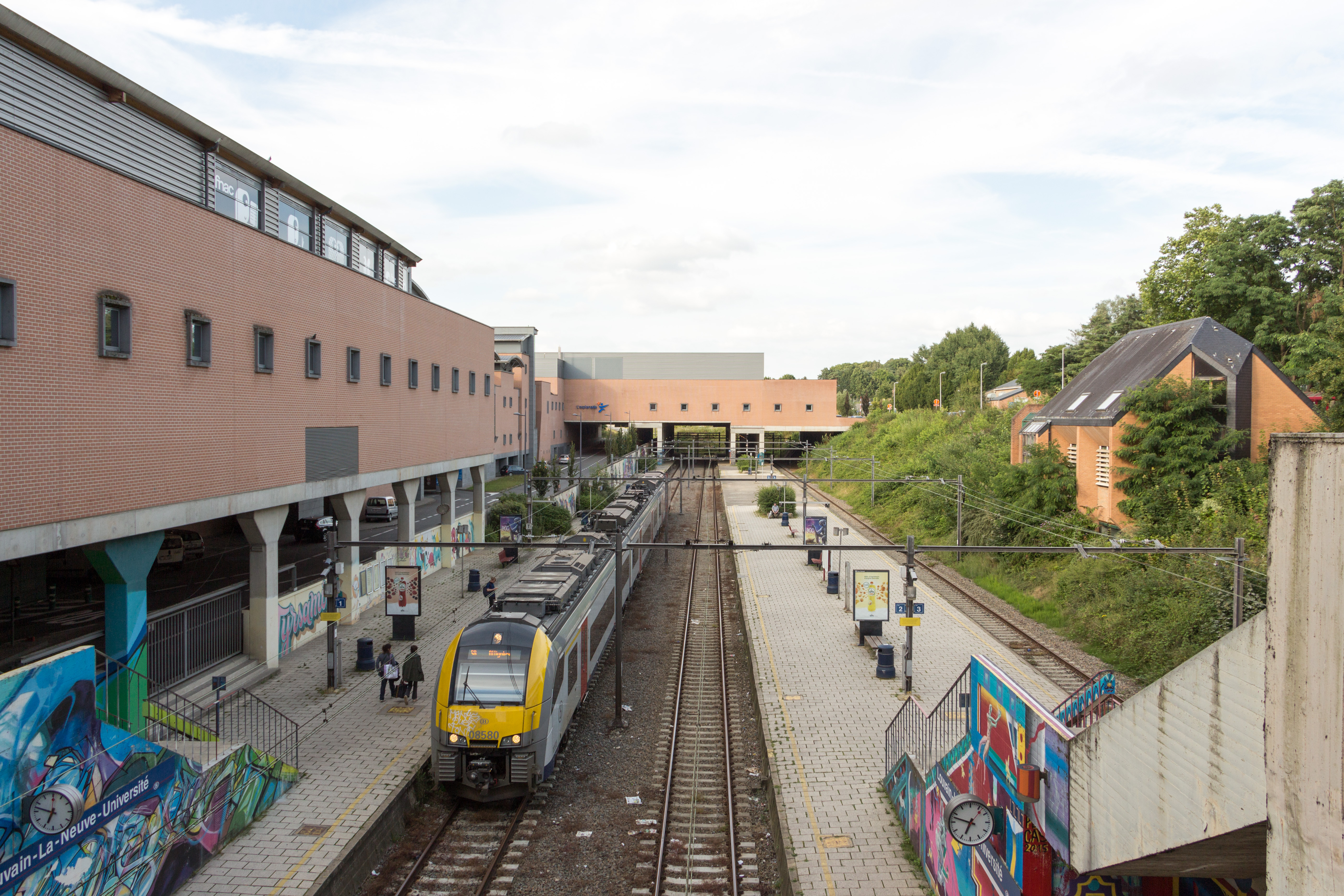
Estación de Louvain-la-Neuve-Université

Para llegar en bicicleta, hay varios itinerarios para ir fácilmente a Lovaina-la-Nueva. Además, el número de emplazamientos para aparcar y fijar su bicicleta aumenta cada año. Hay más de 2000 emplazamientos distribuidos en aproximadamente 150 sitios que están disponibles gratuitamente para todos los ciclistas, todos los días y a cualquier hora. Por supuesto, hay también emplazamientos (privados o no) de pago.
Para llegar en tren, se debe tomar la línea de Bruxelles-Namur-Luxembourg y en ocasiones (dependiendo del horario del tren) hacer transbordo en Ottignies, hasta la última parada “Louvain-la-Neuve Université”, que llega directamente a la estación de Louvain-la-Neuve, situada en pleno centro de la ciudad. 

## Oferta comercial y hostelera

#### Áreas comerciales
Louvain-la-Neuve cuenta con varias zonas comerciales en el centro de la ciudad. La más destacada es el centro comercial "L'esplanade", que cuenta con casi cien tiendas de marcas destacadas como Zara, Levi's o H&M. También hay bares y restaurantes. En 2020, se espera una ampliación de L'esplanade, pese al rechazo de casi el 80 % de los habitantes de la ciudad en una consulta celebrada en 2017.
Además de L'esplanade, hay otras zonas comerciales en Louvain-la-Neuve: la calle Charlemagne, la Galería Les Halles y la Galería Saint-Hubert.

#### Bares
Debida a su intensa vida estudiantil, Louvain-la-Neuve cuenta con decenas de bares repartidos por toda la ciudad. La especialidad de la mayoría de ellos es la cerveza belga. Entre ellos destacan el Beer Bar, que cuenta con alrededor de 200 cervezas disponibles; el Brasse-Temps, conocido por sus rafales y por ser la primera cervecería de la cerveza Cuvée des Trolls; entre otros bares.
Además de en los bares, la cerveza puede encontrarse a un precio reducido en las salas de conciertos y clubes de noche. Los clubes de noche en Louvain-la-Neuve son numerosos pero pequeños. Destacan por su abundancia de cerveza (el precio de la cerveza más barata es de 1 €) y su suciedad. Los estudiantes acceden a estos lugares generalmente con ropa vieja. Desde hace unos años, el uso de vasos de plástico reutilizables es obligatorio y se puede comprar (y vender luego por el mismo precio) por 1 €. El organismo responsable del suministro es el Kot Planète Terre (Kot Planeta Tierra), uno de los Kot-à-projet de la ciudad.

#### Hoteles
En Louvain-la-Neuve hay dos hoteles: el Ibis Styles, en las afueras de la ciudad, y el Martin's, inaugurado en 2018, a pocos metros de la Grande Place. 

## Administración local de Louvain-la-Neuve
La ciudad de Lovaina la Nueva pertenece a la comuna llamada Ottignies-Louvain-la-Neuve. En 1977, Lovaina la Nueva se fusionó con las ciudades de Ottignies, Limette y Céroux-Mousty para formar la comuna de Ottignies-Louvain-la-Neuve. 
Dos órganos participan en la organización administrativa de la comuna. Primero, se encuentra el órgano ejecutivo que es el Colegio Comunal, formado por el alcalde, 6 concejales y el director del CPAS. Segundo, está el Consejo Comunal, compuesto por otros 31 concejales. Este último tiene dos tipos de competencias, a saber, de administración general y de interés comunal.

## Economía
Louvain-la-Neuve cuenta con una moneda propia, Le Talent, que puede utilizarse en varias tiendas de la ciudad como sustituto del Euro. El objetivo de esta devisa es de favorecer el intercambio de bienes local.

## Vida en la ciudad

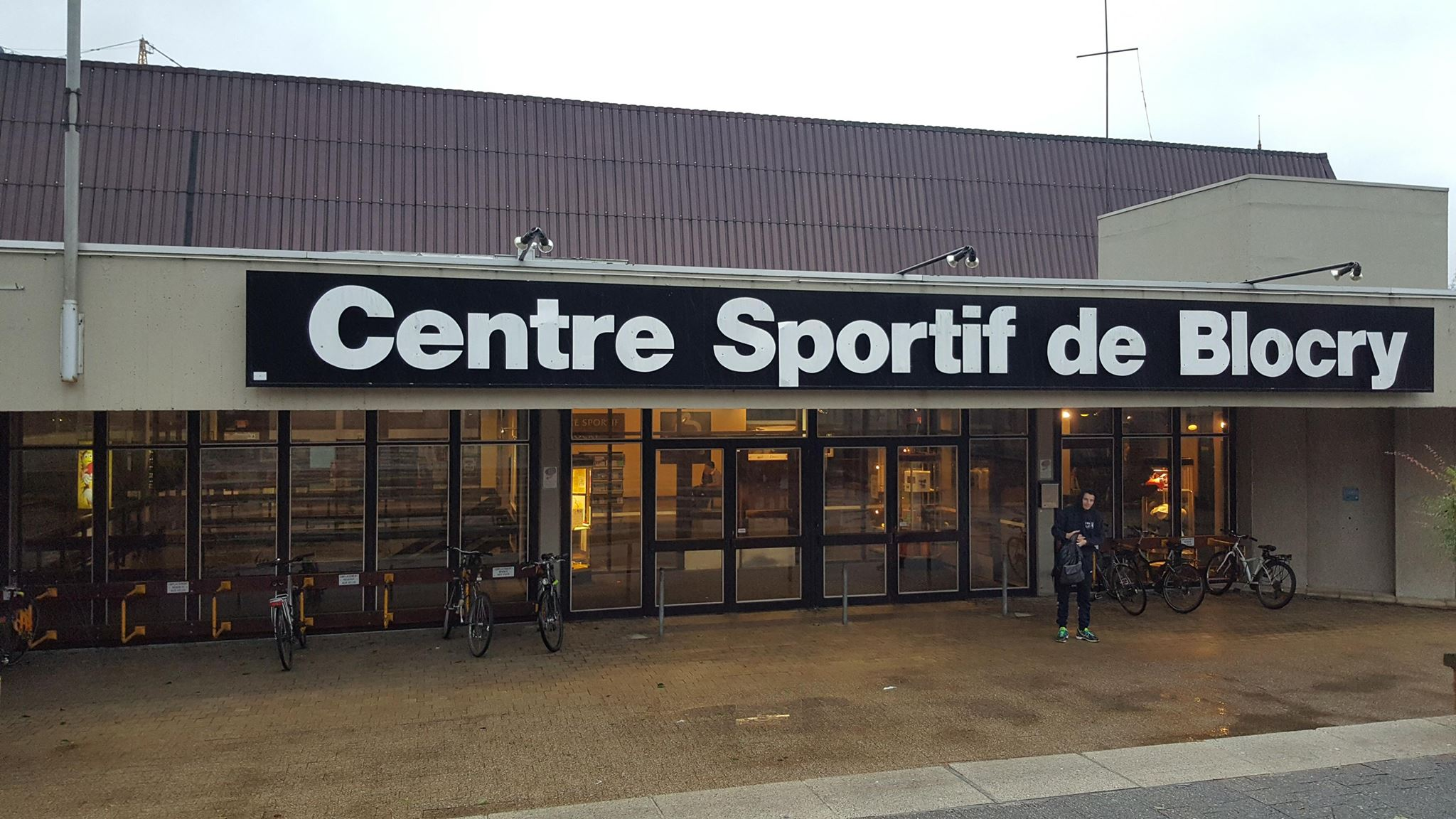
Centro deportivo de Blocry

### Instalaciones deportivas

###### Centro deportivo de Blocry
El centro deportivo de Blocry existe desde 1977. Es una infraestructura que ofrece a los estudiantes y a los aficionados al deporte posibilidades múltiples de practicar una actividad física durante toda la semana. Este complejo deportivo existe a fin de instar a la comunidad universitaria a mantenerse en forma. Por esta razón, se pueden encontrar diferentes ofertas para acceder al centro deportivo. Se puede comprar una entrada para el día o simplemente abonarse al centro. Asimismo, se proponen ofertas ventajosas a los miembros de la UCLouvain.
- Instalaciones

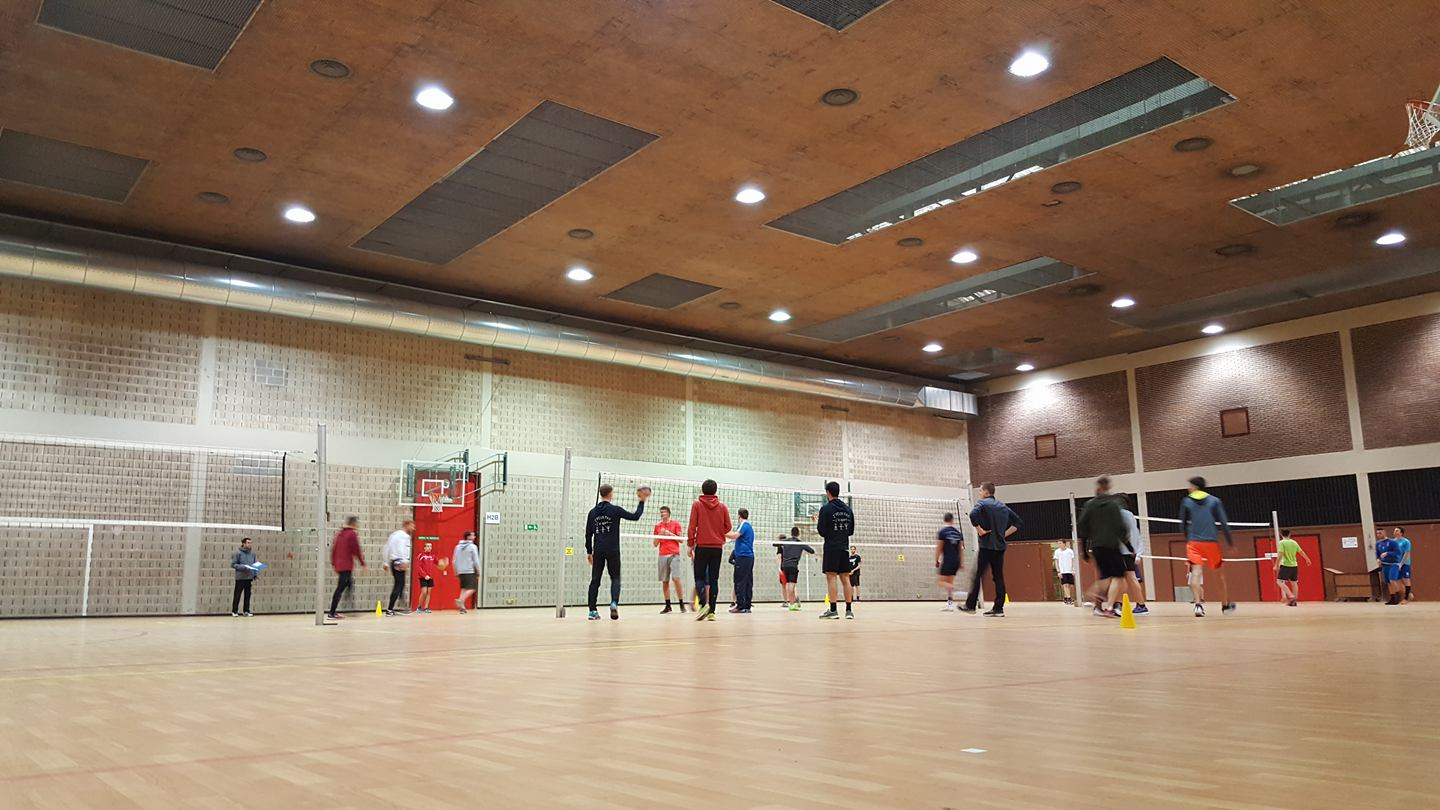
Cancha de voleibol y baloncesto

Existen infraestructuras cubiertas y exteriores. El centro deportivo comporta 22 salas de deporte, 2 piscinas (cada una de 25 metros), 1 pista de atletismo, 2 campos de fútbol, 3 pistas de tenis y 1 de bádminton. En cuanto a las piscinas de Lovaina-La-Nueva, esta forma parte de las infraestructuras que dependen de complejo deportivo de Blocry. Se puede acceder a una de las dos piscinas a ciertas horas del día, en función del nivel en natación de sus usuarios. La piscina de arriba sirve para los cursos y entrenamientos pedagógicos, mientras que la piscina de abajo es una piscina pública que está abierta a todos los ciudadanos de Lovaina-la-Nueva. Se dan también varios cursos de gimnasia acuática durante la semana. Asimismo, hay una cafetería accesible al público todos los días, donde se puede comer o tomar un refresco.
- Actividades

En el complejo deportivo de Blocry, se puede acceder a varias disciplinas deportivas. De hecho, existen 60 propuestas de actividades diferentes para los socios.  

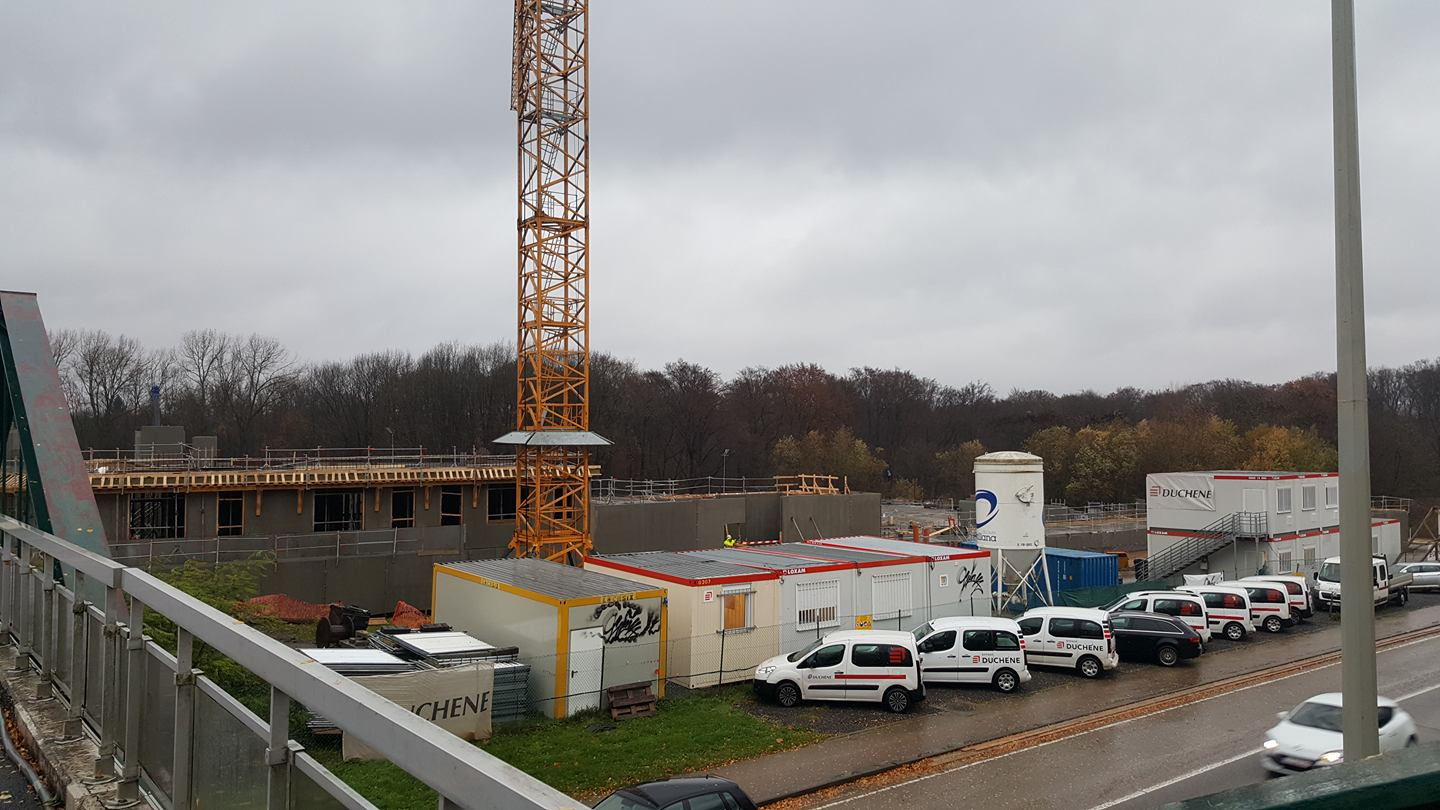
Futura pista de atletismo

Por un lado, se puede participar en cursos para todos los niveles, dirigidos por monitores cualificados. Por otro, se pueden practicar algunos deportes de manera independiente, suponiendo que se traiga el material necesario para la práctica de este deporte (bádminton, la escalada, tenis etc.). Igualmente, es posible alquilar el material mediante una garantía. Asimismo, se proponen varias actividades para las escuelas o empresas ya que se organizan jornadas multideportivas para ellas. Además, los estudiantes pueden inscribirse a una de los múltiples equipos deportivos, participando en una selección al principio del año. Finalmente, el complejo deportivo de Blocry acoge a varios clubs deportivos en sus infraestructuras. 
- Proyectos futuros

La UCLouvain también tiene como proyecto construir una segunda pista de atletismo cubierta para permitir la organización de competiciones para los deportistas de élite. De hecho, la UCLouvain quiere fomentar la investigación en el ámbito del deporte y ofrecer mayores posibilidades de entrenamiento para los profesionales de este ámbito.

##### Otros
En la ciudad de Lovaina-la-Nueva se pueden encontrar también otras instalaciones deportivas. Por ejemplo, existe una sala de fitness que se llama JIMS y que ofrece también cursos colectivos. Luego, en un marco más natural, el lago de Lovaina-la-Nueva es un lugar que está lleno de posibilidades para las actividades deportivas. Se puede practicar el disc-golf, la carrera en una pista finlandesa, o la musculación al aire libre. En el cercano bosque des Rêves, hay una ruta deportiva que sólo es accesible para peatones, ciclistas y jinetes. En el otro lado de la ciudad, al lado del barrio de Lauzelle, se puede acceder a un campo de golf.

### Instalaciones culturales

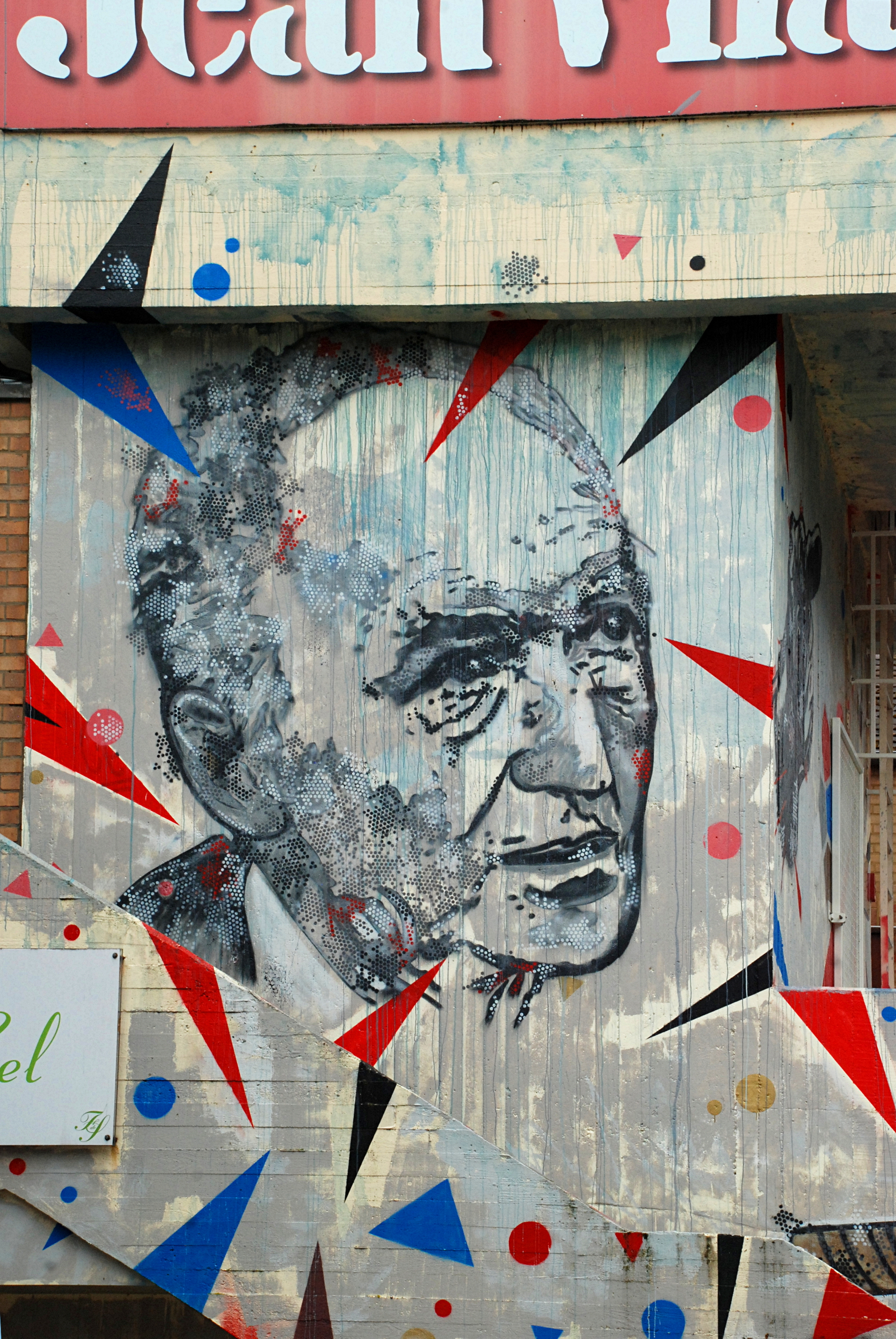
Teatro Jean Vilar

#### Teatros
- Teatro Jean Vilar y teatro del Blocry[22]

El teatro Jean Villar hace referencia al actor y director de teatro francés. Es un espacio de creación y de calidad accesible a todo tipo de público. El teatro fue fundado en 1968 por Armand Declampe. Desde su establecimiento en Lovaina-la-Nueva en 1975, el Atelier théâtre Jean Villar ha alcanzado prestigio internacional con más de 500 obras interpretadas.
Además, no solo se escenifican sus representaciones en el teatro Jean Villar, sino también en el teatro de Blocry, que es una sala más pequeña (aforo máximo de 116 personas).

#### Salas de concierto
- Aula Magna

El Aula Magna es una sala de entretenimiento que se sitúa cerca del lago de Lovaina-la-Nueva y que puede acoger a 1100 personas. Este edificio está enteramente construido en vidrio. Dentro de esta construcción extraordinaria hay varias salas y los espacios se pueden organizar como se quiere. En el Aula Magna se organizan actividades de trascendencia artística (conciertos, representaciones teatrales, etc.), académica (como investiduras o fiestas de gala) y también vinculados con el entorno laboral (conferencias, coloquios, etc.).
- Ferme du Biéreau[24]

Durante el establecimiento de la Universidad Católica de Lovaina y la creación de la ciudad de Lovaina-la-Nueva, se decidió que todas las antiguas granjas sobre el territorio se dedicaran a las artes. Desde 2005, la Ferme du Biéreau se dedica a la música y a organizar conciertos. Se puede comprar una suscripción y asistir a conciertos por un precio democrático. La Ferme du Biéreau también apoya pequeños proyectos musicales, ya sea como productor o como patrocinador.
- Salmigondis[25]

La Salmigondis es una sala situada en la Place des Sciences. en Lovaina-La-Nueva y está dirigida por la Asamblea General de los Estudiantes de Lovaina (AGL).
Permite a los estudiantes reunirse para asistir a acontecimientos culturales como obras de teatro, exposiciones, expresiones artísticas, espectáculos musicales y varios eventos culturales organizados por los “kots a proyectos”. Los estudiantes que quieren alquilar la sala se benefician de unos precios ventajosos.

### Patrimonio arquitectónico
El patrimonio arquitectónico de Lovaina-la-Nueva cuenta con dos iglesias (la iglesia de Saint François d'Assise y la iglesia de Notre-Dame d'Espérance) y con la capilla y el convento de los Dominicanos. También se puede añadir a la lista la Ferme du Biéreau, una antigua granja del siglo XII, ahora transformada en centro cultural musical.
Asimismo, el arte está también presente en Lovaina-la-Nueva y se manifiesta principalmente tanto a través de los monumentos y las obras de arte, como de los frescos y murales dispersos por toda la ciudad.

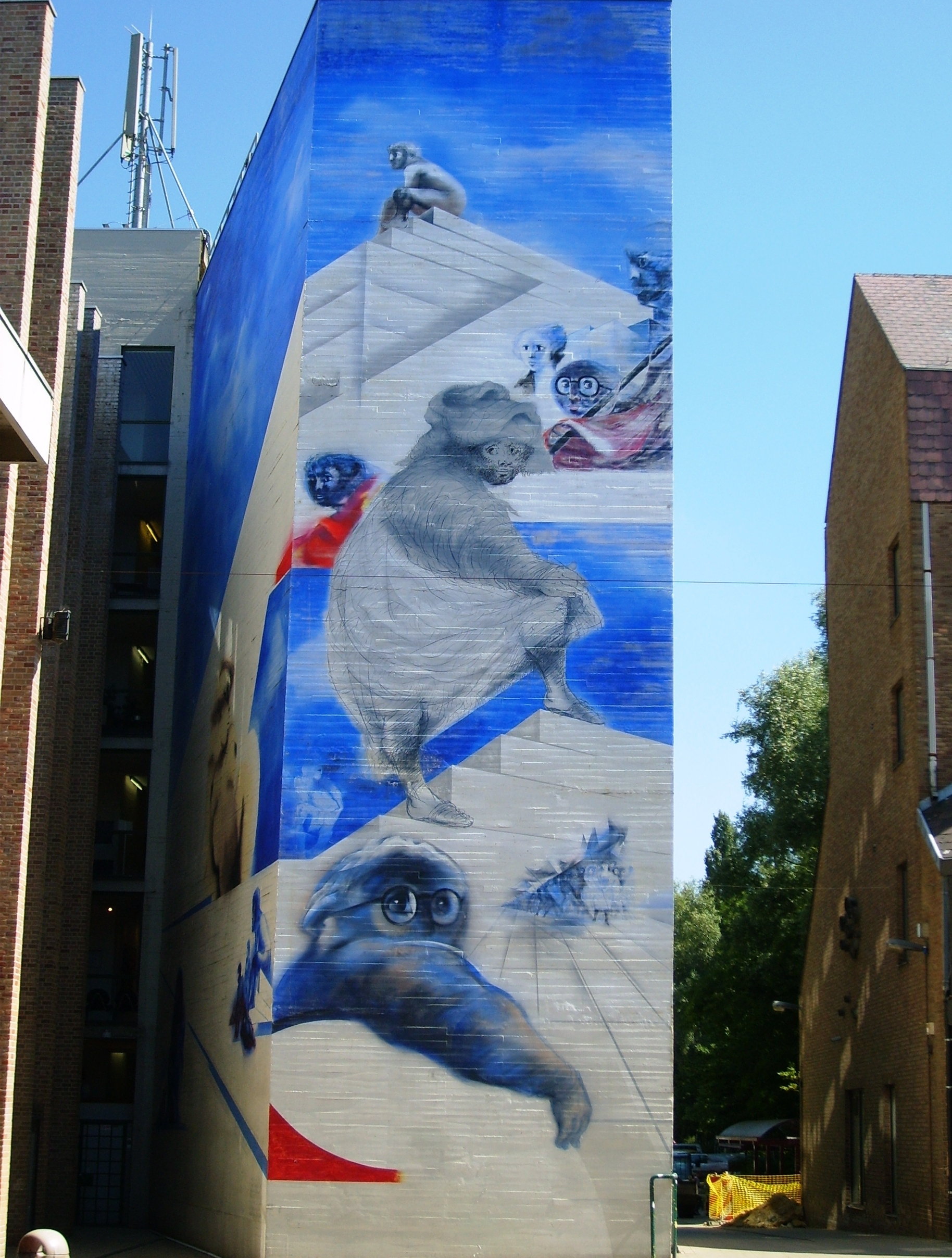
Qu'est-ce qu'un intellectuel?

#### Frescos y murales

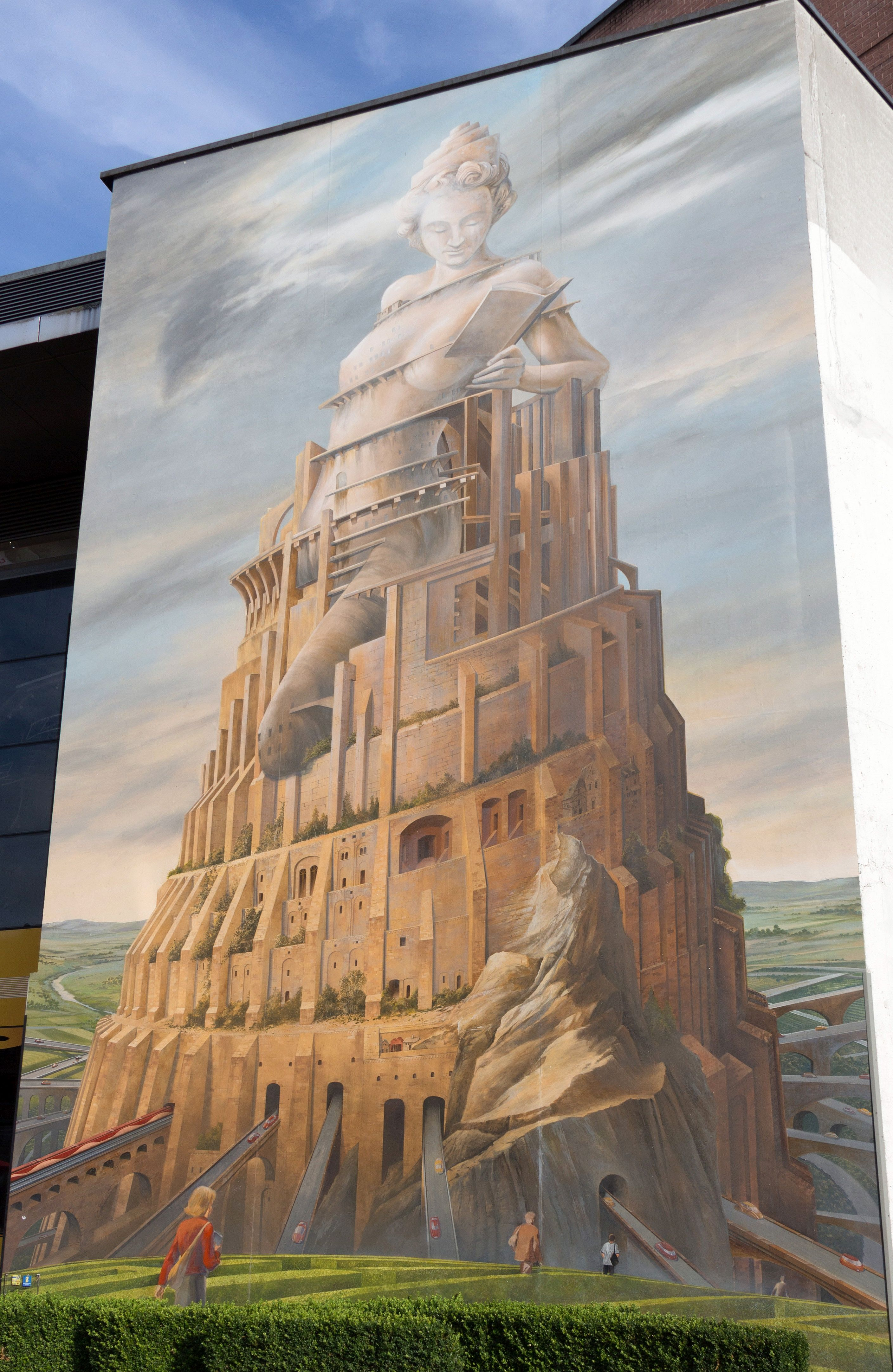
"La Tour infinie"

Muchos frescos y murales adornan las paredes de la ciudad. Se pueden encontrar, entre otros, algunas representaciones de cómics famosos, como Broussaille, Gaston o Largo Winch. En el pasaje Agora, se puede contemplar varios frescos, como un gran trampantojo —que se ve bajando la Grand’Rue—, el mural Petites histoires d’une grande Université desde la Place des Doyens, o también el fresco C'est la vie. La Grand-Place también tiene su obra pictórica, “La Tour infinie”, que se encuentra al lado del cine. Fue dibujada por el artista belga François Schuiten para representar el saber, la utopía y la diversidad de la Universidad Católica de Lovaina-la-Nueva. Otra iniciativa por parte de la Universidad es el mural “Qu’est-ce qu’un intellectuel?” representado sobre una pared de los Halles.
En 2012 y 2015, Lovaina-la-Nueva acogió el “Kosmopolite Art Tour”, un festival de Street Art y de grafitis. Muchos artistas internacionales vinieron a expresar su arte en las paredes de la ciudad. 

#### Monumentos
Además del arte mural, la ciudad cuenta con numerosas estatuas y obras de arte. 
- Fuente de Léon et ValérieFuente de Léon et Valérie[34]

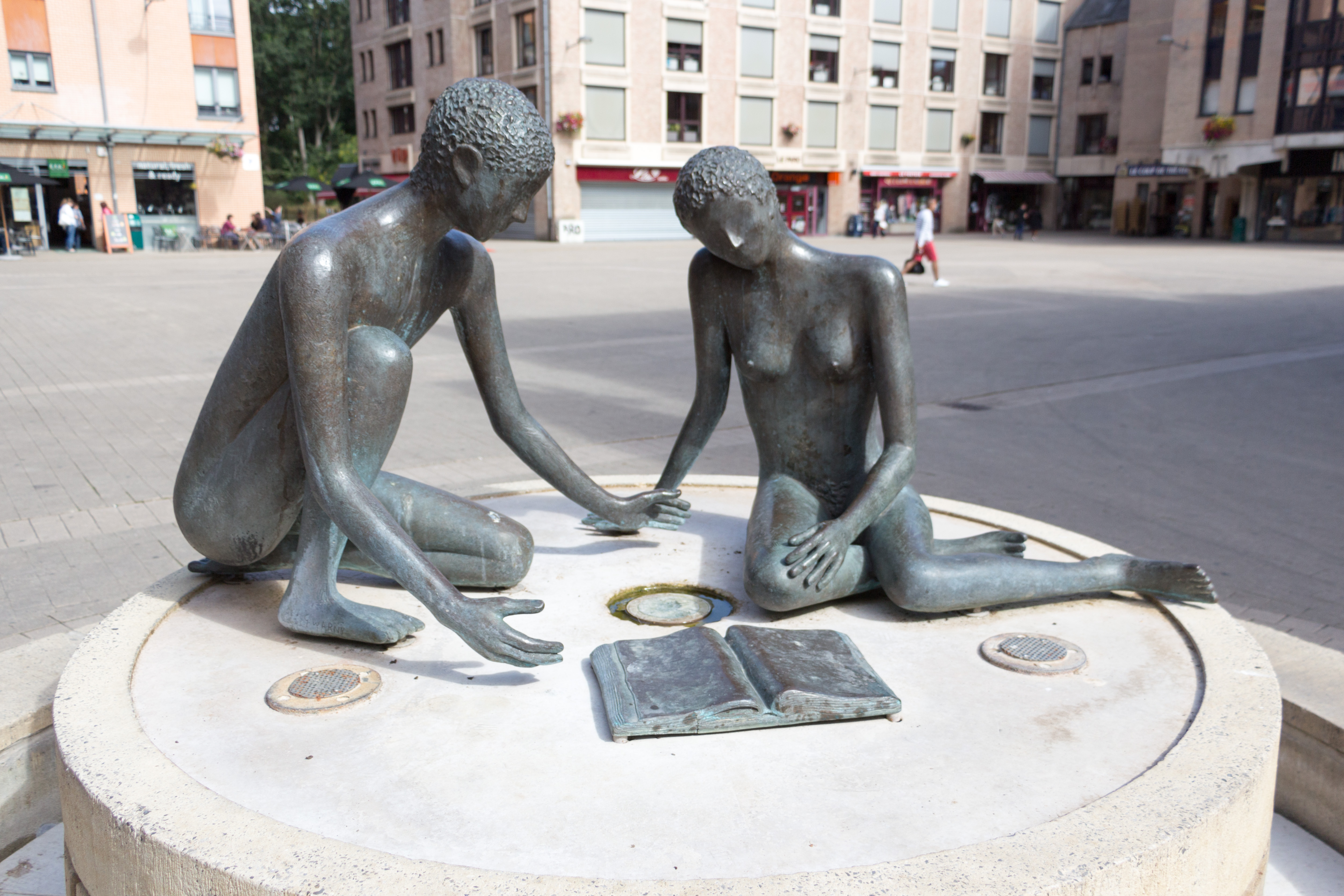
Fuente de Léon et Valérie

Léon y Valérie es una fuente creada por Gigi Warny en 1984. Se ubica en la place de l’Université, en el fondo de la rue des Wallons, y representa una pareja leyendo un libro. Los nombres Léon y Valérie vienen de una antigua canción del folklore estudiantil. 
- Mémorial des 24 heures vélo (ciclista de las 24 horas en bicicleta)[34]

La estatua fue creada en 2006 por Vincent Rousseau para inaugurar la trigésima edición de las 24 horas en bicicleta. Esta escultura representa un ciclista que pedalea sobre la chapa de una botella de cerveza.  

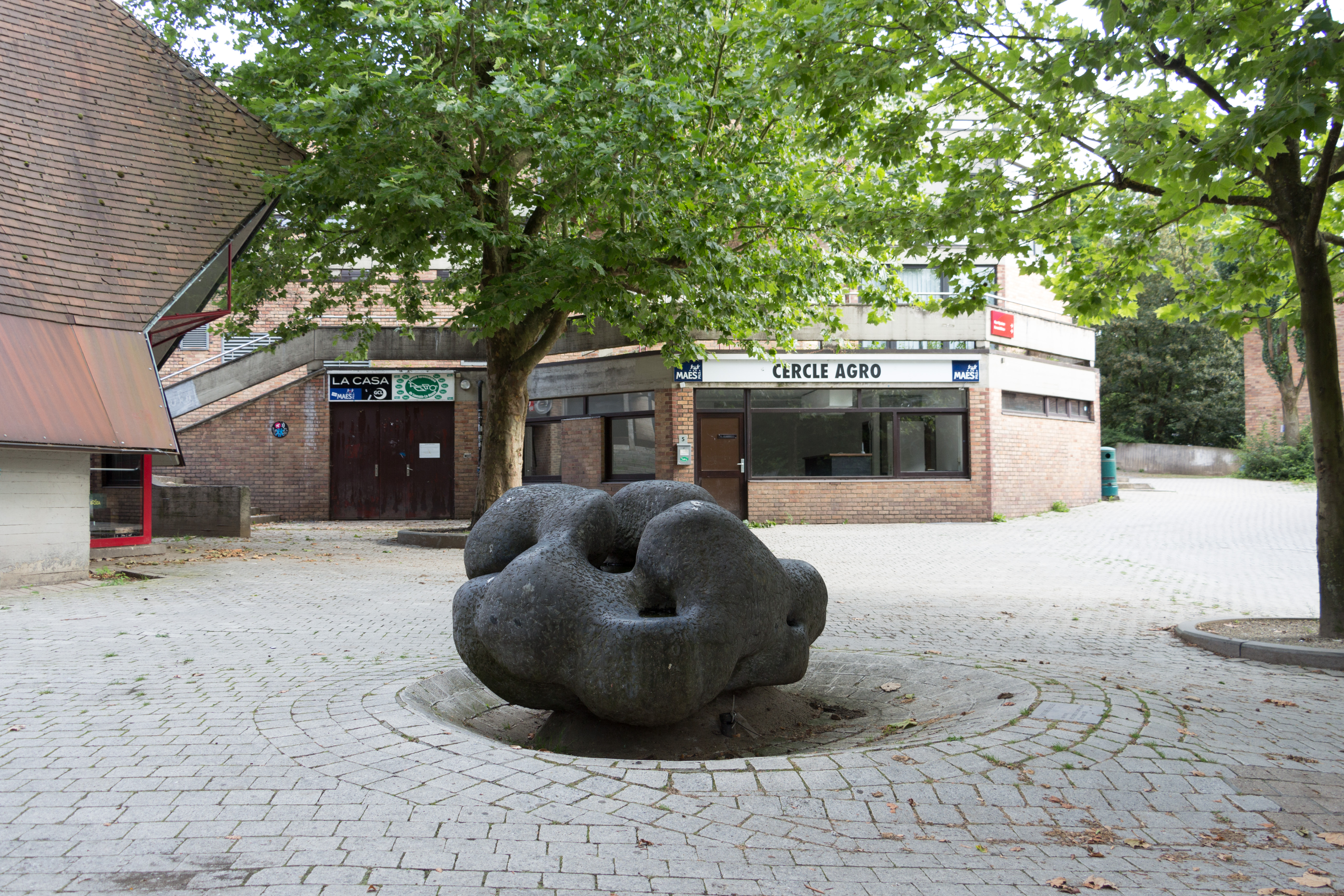
Fontaine non-figurative

- Fontaine non-figurativeFontaine non-figurative o “Crotte de mammouth”[34]

La Fontaine non-figurativa, llamada “caca de mamut” por los estudiantes de Lovaina, se encuentra en la place Galilée. Es una fuente realizada por Jean Willame de la que no sale el agua.
- La main au diplôme[34]

Esta obra, realizada en 1995, es de Gigi Warny que creó también la fuente de Léon et Valérie. Se sitúa justa en frente de los Halles universitaires y representa una mano sujetando un diploma que sale de la pared. También se dice que si un estudiante toca la mano, le traerá suerte en sus estudios. 

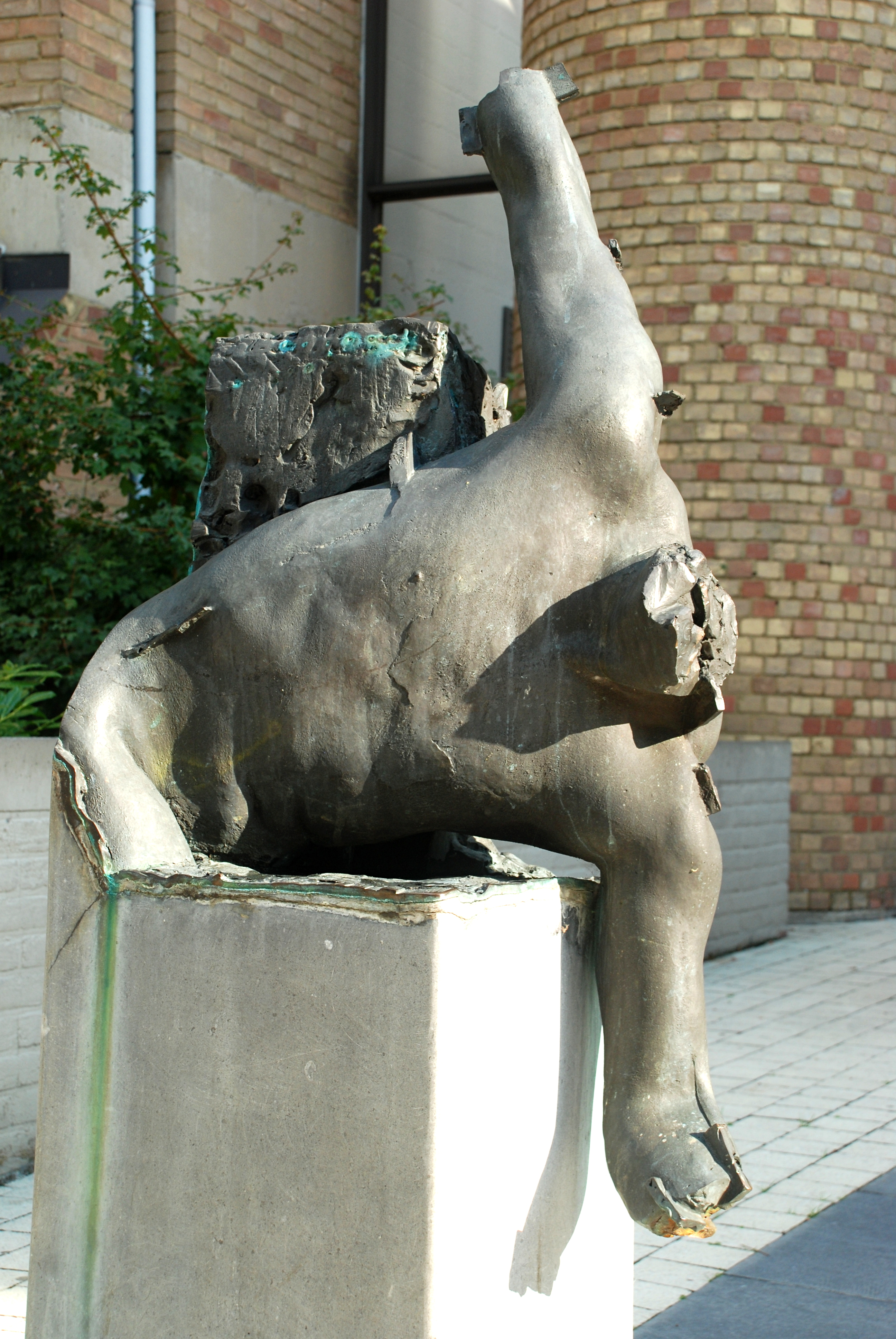
Hommage au corps en douze fragments, attitudes et mouvements

- Obra de las doce piezas de cuerpo: Hommage au corps en douze fragments, attitudes et mouvements

La obra de Félix Roulin se ubica en la place Coubertin en el barrio de Hocaille. Fue realizada en 1996. Las esculturas representan las doce piezas de cuerpo en fragmentos que expresan el movimiento del cuerpo que busca el equilibrio. Forman un cuadrado entre los edificios de educación física y kinesioterapia.

### Museos[35]
En Louvain-La-Neuve hay tres museos que se enfocan en distintas temáticas: el Museo del Agua, el Museo Hergé y el Museo L.

#### Museo del Agua y de la Fuente[37]
Creado en 1989, gracias a Jean-Pierre Courtois y a su pasión por las fuentes, el museo se instala en Genval. Con los años, la colección se ha ampliado y se han desarrollado actividades escolares y familiares. Desde su creación, el museo se ha planteado como objetivo sensibilizar a los visitantes sobre la protección del agua potable. 
En septiembre de 2017, el Museo del Agua y de la Fuente se mudó al Domaine Provincial du Bois des Rêves en Ottignies. Sin embargo, se trata de una mudanza a medio plazo, ya que se planea instalar el museo y sus colecciones en un edificio más grande. Pese a que, con el traslado, todas las colecciones ya no están accesibles, se han puesto en marcha exposiciones temporales itinerantes que permiten descubrir algunas de sus piezas. El museo destaca también una obra que se convierte temporalmente en “el objeto del mes”.    

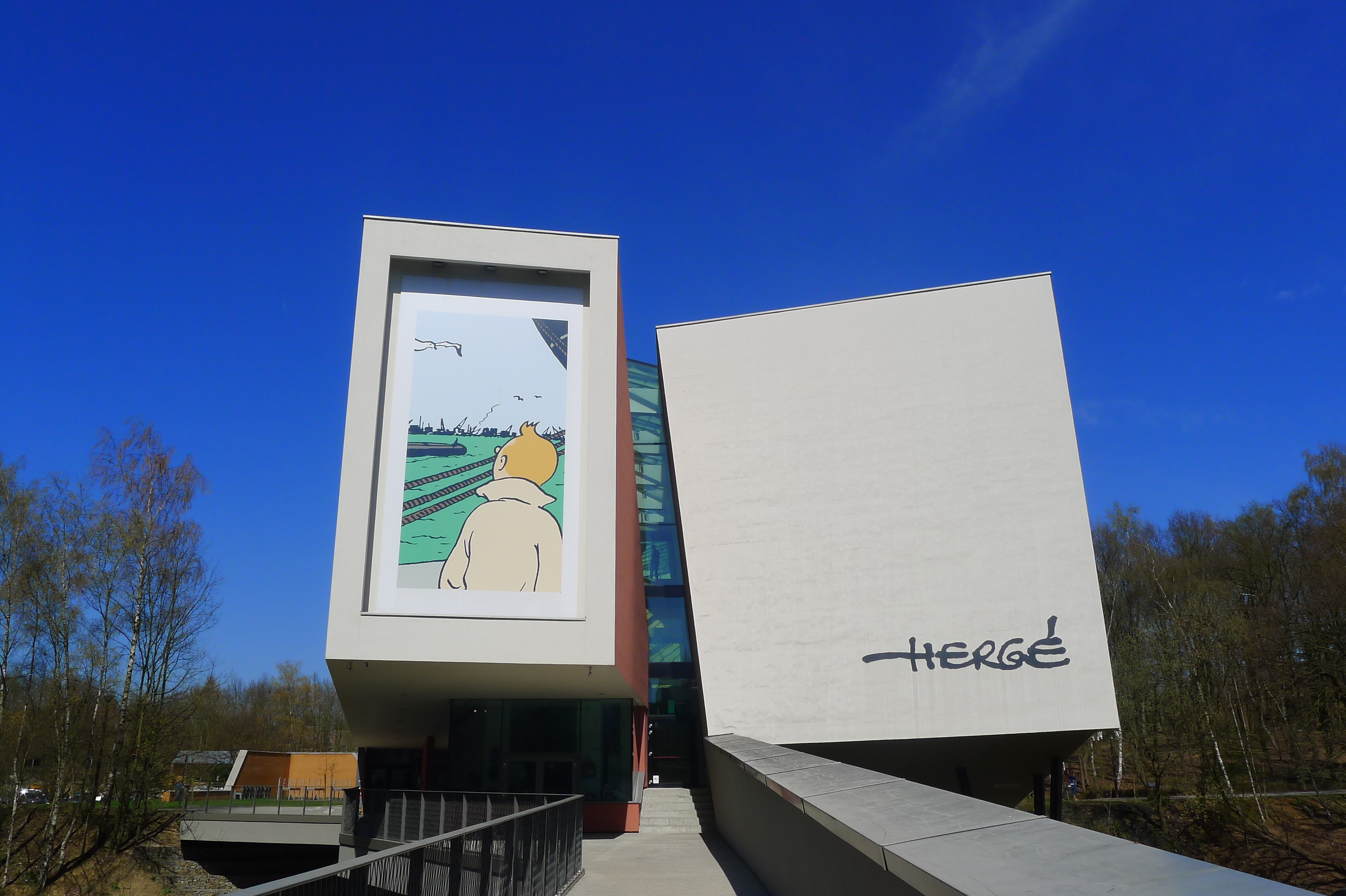
Fachada del Museo Hergé

#### Museo Hergé[38]
El museo Hergé está dedicado al escritor de cómics belga Georges Remi, conocido como Hergé, cuyas obras son Las aventuras de Tintín. Es un edificio de 3600 metros cuadrados  ubicado en la rue du Labrador en Lovaina-la-Nueva y que fue diseñado por el arquitecto Christian de Portzamparc. Se compone de ocho salas dedicadas a la exposición permanente; de una, para las exposiciones temporales; de un recorrido interactivo y, finalmente,  de una reconstrucción del estudio de creación de Hergé. De este modo, permite descubrir la vida y las obras del padre de Tintín y Milú por medio de 800 páginas originales, 800 fotos, documentos y diversos objetos que fueron reunidos en este lugar único.
El museo nació gracias a la iniciativa de Stephane Steerman, que cedió una parte de su colección a Fanny Rodwell, la viuda de Hergé, con la intención de que se construyera un lugar dedicado a él.  La universidad de Lovaina-la-Nueva propuso entonces un terreno, pero el museo en sí mismo fue financiado por Fanny Rodwell, que invirtió 15 millones de euros en este proyecto. Las obras duraron ocho años, hasta que el museo abrió sus puertas en 2009.

##### Museo L[39]

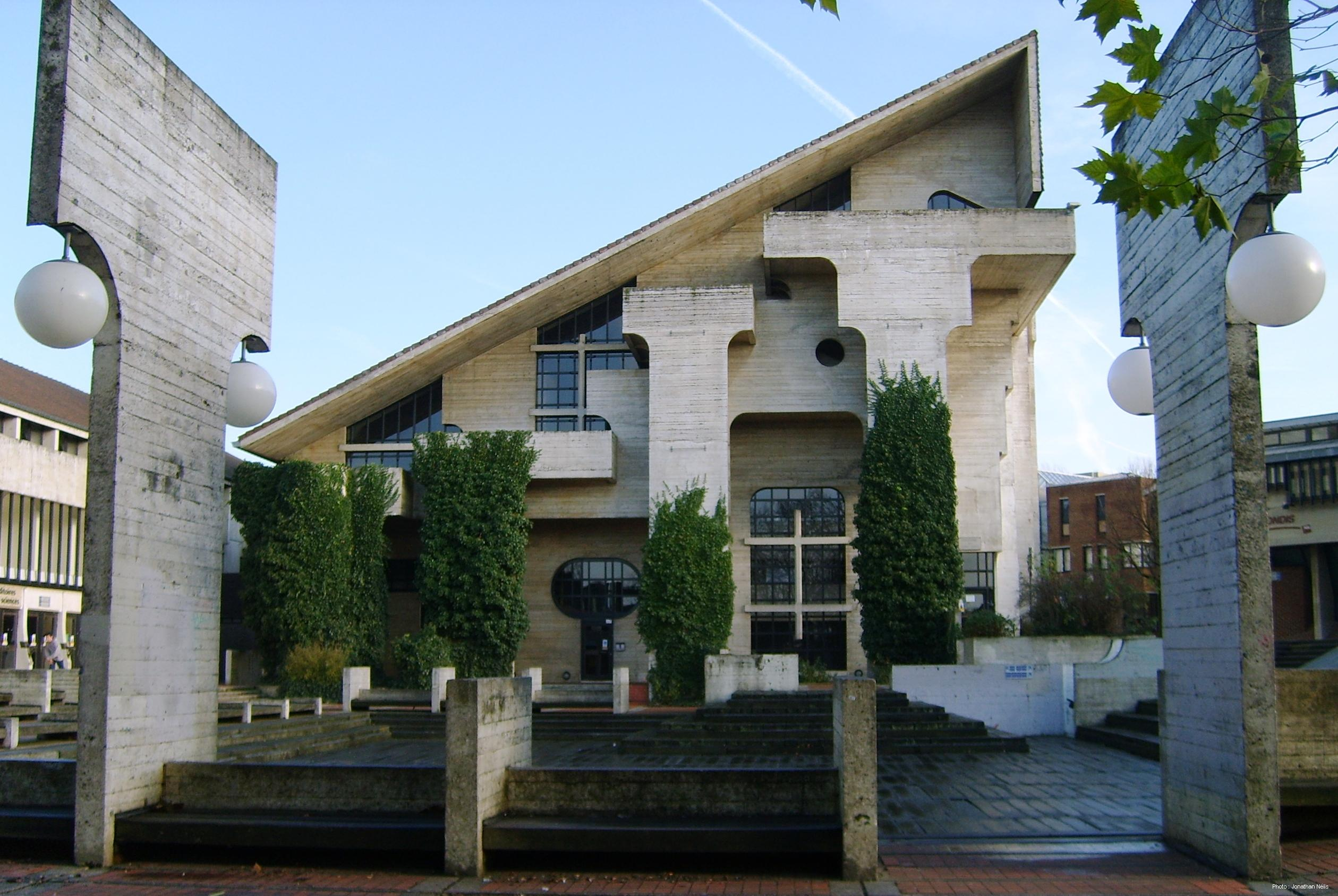
Fachada del Museo L

El museo L, también llamado museo universitario, está ubicado en un edificio de la Universidad de Lovaina-la-Nueva en la Place des Sciences.  Su nombre hace referencia  a la ciudad de Lovaina y a su historia en común con la KU Leuven. También, permite insistir sobre la “marca Lovaina”, símbolo de la UCLouvain desde 1425.
Se trata de un museo universitario en el que se encuentran tanto colecciones universitarias como obras de arte y que se caracteriza por hacer dialogar lo científico con lo artístico.  Se compone de tres departamentos: un laboratorio de estudio, un centro de documentación y un sala de archivos, que presentan aproximadamente 32 000 objetos que hacen reflexionar sobre el mundo y la humanidad.
Las premisas de la colección remiten a 1966, cuando Van Hamme hizo un legado a Jacques Lavalleye que dirigía el Departamento de Arte e Historia de la Universidad de Lovaina. Dos años más tarde, cuando hubo la ruptura entre francófonos y flamencos de la Universidad de Leuven, tres profesores francófonos instalaron el museo en la Facultad de Filosofía y Letras de Lovaina-la-Nueva.  A lo largo de los años, la colección ha ido aumentando y el museo empezó a ser demasiado pequeño y estrecho. De allí que surgiera  la idea de cambiar de ubicación y  de desplazarse a un edificio mayor en la Plaza des Sciences. Los trabajos de rehabilitación empezaron en mayo de 2015, después, en junio de 2017, se instalaron las obras en el nuevo lugar y, finalmente, en noviembre de 2017, se abrió el museo al público. Se considera hoy en día como el museo más importante de la ciudad.

## Actividades estudiantiles

### Les baptêmes, les coronas
“Les bleusailles” son las actividades de integración de los nuevos estudiantes en un “cercle” o una “régionale”. Tienen lugar durante un mes al principio del año académico. Los nuevos estudiantes, llamados “bleus” (para los hombres) y “bleuettes” (para las mujeres) escogen un padrino o una madrina para ayudarles en las diferentes pruebas que van a superar. El “baptême” es la ceremonia final de la integración.
La “corona” es la ceremonia que da derecho a llevar “la calotte”, una forma de tocado. El paso de “la calotte” es el proceso lógico después del bautismo para perpetuar el folclore estudiantil. A diferencia del “baptême”, la corona consiste en pruebas de memorización de canciones tradicionales en latín e informaciones sobre el “cercle”. Todas las insignias sobre “la calotte” tienen un significado propio. Por ejemplo, las estrellas representan el currículo universitario del estudiante.

### Les Kot-à-projet (KAP)
La organización de estudiantes más grande de Lovaina la Nueva son los llamados Kot-à-projet (Kot con proyecto), también conocidos como KAP. Un KAP está formado por un grupo de entre diez y quince estudiantes cuyo objetivo no se basa solamente en compartir piso (kot), sino que cada KAP tiene también un proyecto concreto. Algunos KAP buscan la integración de personas con discapacidad (Kot Gratte Ferme, Kap Signes, Le Levant...) o de los extranjeros (Cafrikap, Kot Erasmus...), otros tienen como objetivo la sensibilización acerca de la ecología (Kap Vert, Kot Planète Terre, Oasis...) o de los derechos humanos (Kout'pouce, Kot Oxfam, Kot Amnesty), otros son KAP de ayuda al estudiante (Supportkot, Kot Tangente), algunos organizan actividades culturales y deportivas (Kapodastre, Kap Course...).
Hay alrededor de 80 KAP en Lovaina la Nueva, por lo que alrededor del 5% de los estudiantes forman parte de uno de ellos. 

### Les 24 heures vélos
Lanzada en 1976, esta carrera de relevos de 24 horas en bicicleta es uno de los acontecimientos festivos mayores de la ciudad y de Bélgica. Tiene lugar, cada año, en el mes de octubre movilizando a toda la comunidad estudiantil y a la ciudad desde un miércoles a mediodía hasta el jueves a mediodía. Decenas de equipos de estudiantes deben recorrer en bicicleta un circuito de algunos kilómetros - que cruza la ciudad - durante 24 horas. El ganador es el equipo que más vueltas del circuito haya recorrido.
Las bicicletas de la carrera pueden ser tanto las clásicas bicicletas como bicicletas “folclóricas”, decoradas, ensambladas de piezas de varias bicicletas, de madera, de papel maché… y fruto de la imaginación de los participantes. Estas “24 heures vélo” dan lugar a animaciones de todo tipo tanto para grandes como para pequeños: castillos inflables, conciertos, fuegos artificiales. Desde los años 90 diversos jóvenes en estado de embriaguez han muerto durante el transcurso del festival pero desde los años 2000 la ciudad queda completamente vigilada por la policía y un dispositivo de seguridad estudiantil, de manera que el riesgo se ha visto reducido en gran parte.
En 2016, las festividades fueron anuladas por medidas de seguridad después de los ataques terroristas en Bélgica.

## Festivales y eventos
En Louvain-La-Neuve tienen lugar diferentes festivales o eventos durante todo el año.
El Welcome Spring Festival comienza en abril. Es un festival gratuito que celebra el comienzo de la primavera. Para la ocasión, se combinan varios artistas musicales, divertimento y la gratuidad del festival.
En segundo lugar hay diferentes festivales que celebran el teatro, como por ejemplo el Festival Universatil. Este festival tiene lugar en el mes de febrero y marzo y celebra las artes escénicas. Hay 20 representaciones y en 4 de ellas se representan piezas de teatro creadas por los propios estudiantes. Hay conciertos gratuitos los miércoles, hay lunes especiales y un bar de cervezas especiales. El MoZaiK Festival también es un festival de teatro que tiene lugar durante 3 días en noviembre en la Salmigondis (Sala que se sitúa al lado de la Place des Sciences). Hay una obra de teatro todas las noches, seguida por un espectáculo o concierto de otro KAP. Esta segunda parte es gratuita para todo el mundo.
En marzo tiene lugar el mercadillo anual organizado por el Dépakot. Todo el mundo tiene acceso al mercadillo y tiene por objetivo sensibilizar a los estudiantes y residentes sobre el consumo excesivo.
En abril, en la Ferme du Biéreau se celebra el Rock System Festival, un evento en el cual actúan grupos musicales alternativos belgas y franceses. 

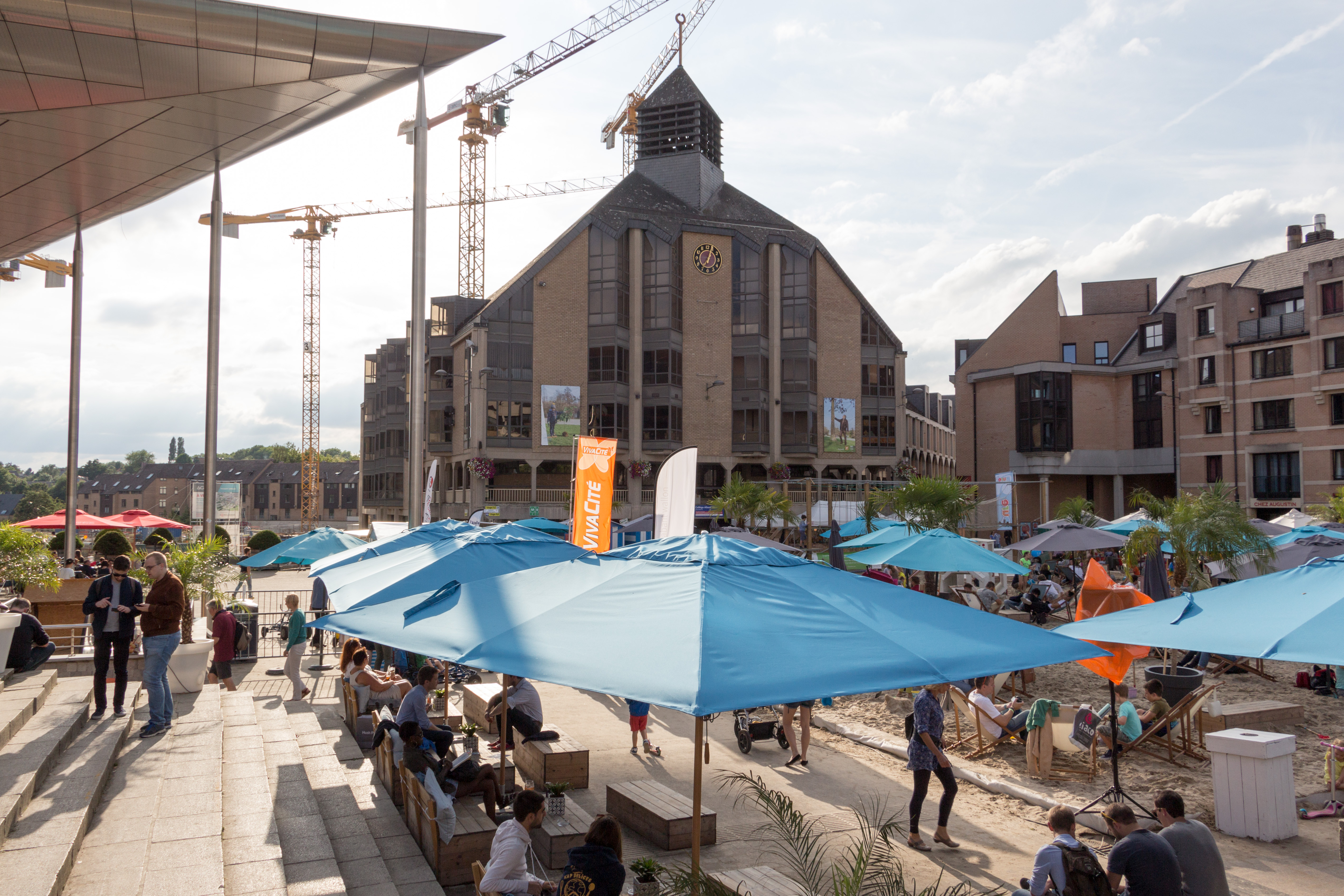
Louvain-La-Plage

También se celebra el Ebullition, un festival de juegos de madera que tiene lugar a finales de cada año académico.
En Louvain-La-Neuve, en cuanto a eventos veraniegos, se celebra el festival de verano también llamado Louvain-La-Plage. En esta ocasión se instala una playa urbana en la Grande Place de finales de julio hasta comienzos de agosto
En invierno tiene lugar Louvain-la-Neige. Es un mercado de Navidad que se extiende sobre la Grande Place y la Place de l'Université. En total hay 80 cabañas de madera y se pueden saborear diferentes comidas, bebidas o comprar artículos.

## ElParc Scientifique

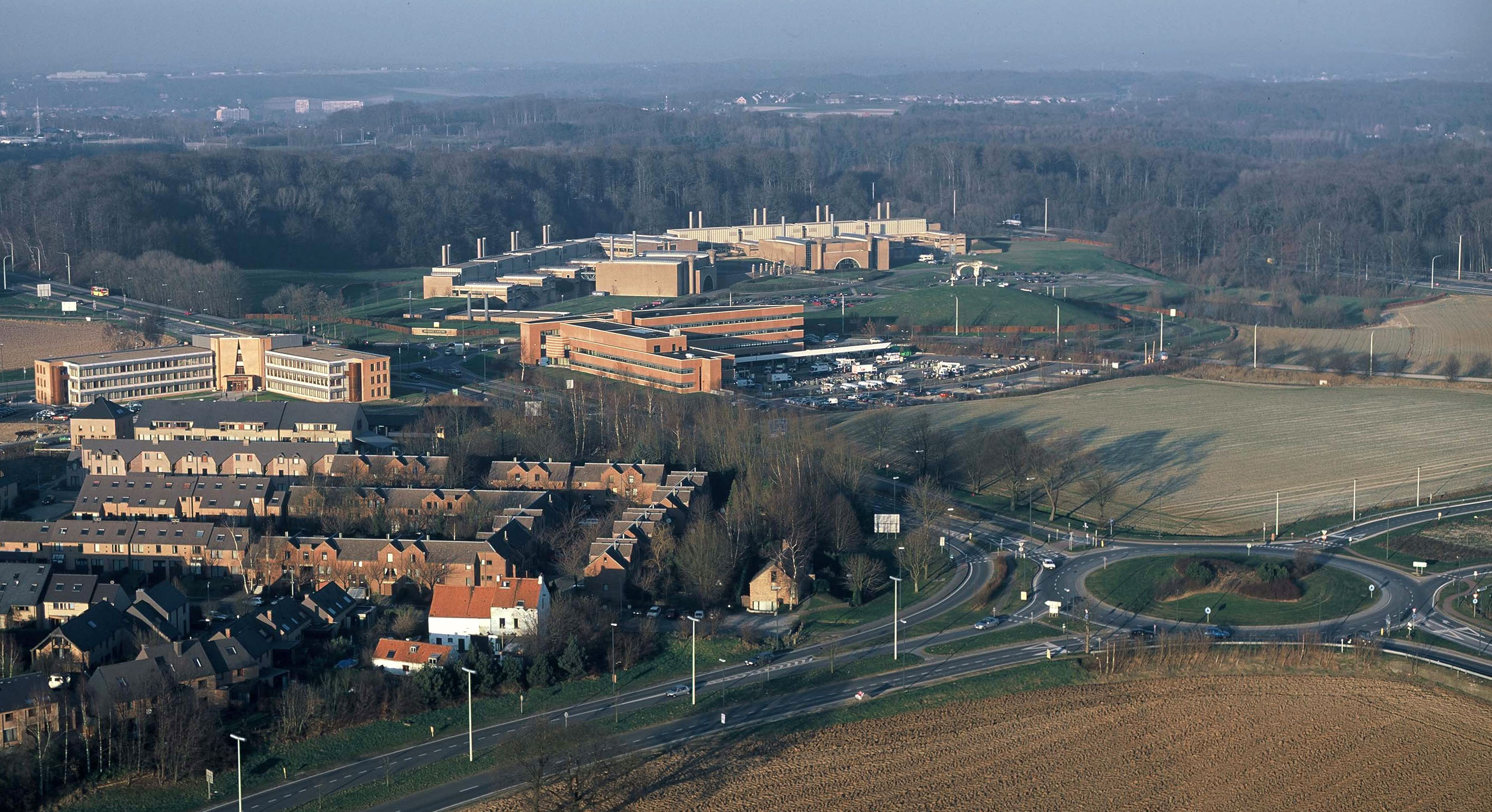
Vista general de las instalaciones del Parque Científico

El parque científico de Louvain-La-Neuve fue creado el 21 de enero de 1971. Fue el primer parque científico creado en Bélgica y se convirtió, con sus 231 hectáreas, en el más grande y activo de la zona de la Provincia valona de Brabante .
El parque científico está dividido en 4 zonas : 
- Athéna,
- Monnet,
- Fleming,
- Einstein.

Dentro de estas zonas se pueden encontrar varias empresas innovadoras, laboratorios, centros de investigaciones y otros parques científicos. El parque está localizado en Ottignies-Louvain-La-Neuve y Mont-Saint-Guibert.  
Cuando se creó la ciudad de Louvain-la-Neuve, el objetivo era establecer un campus universitario y además una cooperación entre las empresas y la universidad con la idea de contribuir al desarrollo económico de la región y también a la diversificación del urbanismo.  Por eso se creó el parque científico.
En 1972, se establece la primera empresa, Monsanto. Varias empresas siguieron su ejemplo y durante los primeros años, el parque contaba varias empresas internacionales. 
Las empresas presentes en el parque están especializadas en el sector de:
- Biotecnología
- Ingeniería
- La química
- Las tecnologías de la información y comunicación

Hay más de 200 empresas implantadas en el parque y 5663 personas trabajan cada día en el parque.  Las empresas pueden establecerse y llevar a cabo proyectos de colaboración con la UCLouvain, la Universidad católica de Lovaina. Estas empresas deben dedicarse en gran medida a actividades de investigación y desarrollo, de innovación, de producción con alta tecnología, de servicios o bien ser spin-offs de la UCLouvain, sería una empresa que surge de un proyecto universitario y se convierte en empresa independiente al demostrar su viabilidad. 
Los 5 criterios descritos anteriormente son importantes para que una empresa consiga ser aceptada en el Parque Científico.
De hecho, el parque científico de Lovaina-la-Nueva trabaja en colaboración con la universidad, por lo que las empresas presentes en el sitio pueden acceder a los edificios y centros de investigaciones de la universidad. También, las empresas suelen recibir estudiantes y doctorandos. 
En 2017, una de las empresas emblemáticas del parque es IBA, una empresa especializada en productos para la curación del cáncer. IBA empezó sus actividades en el parque como spin-off de la UCLouvain. La empresa cuenta más de 1500 trabajadores y la universidad ya no participa en sus actividades. La UCLouvain ayuda a las nuevas empresas durante sus primeros años de actividades y, una vez que están bien establecidas, las deja continuar de manera autónoma. Por eso, la UCLouvain ayuda a otras spin-off y guarda buenas relaciones con las empresas más grandes. 
El Parque Científico cuenta con la incubadora de empresas china CBTC.
(China Belgium Technology Center). Su objetivo es atraer empresas chinas para que tengan una base en Europa y que disfruten de las tecnologías que se desarrollan y utilizan en el Parque Científico. 